# Chevreuse
Chevreuse är en kommun i departementet Yvelines i regionen Île-de-France i norra Frankrike. Kommunen ligger i kantonen Chevreuse som tillhör arrondissementet Rambouillet. År 2022 hade Chevreuse 5 531 invånare.

## Befolkningsutveckling
Antalet invånare i kommunen Chevreuse
| Referens: INSEE |